# 轻工大学站
轻工大学站位于中华人民共和国湖北省武汉市东西湖区，是武汉地铁6号线的地铁车站。原名为工业学院站。

## 车站结构
车站位于常青花园中路与学府北路-学府南路交汇处，沿常青花园中路敷设。

### 楼层分布
| 地面     | 地面               | 出入口                               |  |  |
| 地下一层 | 站厅               | 售票机、客服中心、武漢通充值、洗手間 |  |  |
| 地下二层 |                    | █ 6号线 往新城十一路（园博园北）     |  |  |
|          | 岛式站台，左侧开门 |                                      |  |  |
|          |                    | █ 6号线 往东风公司（常青花园）       |  |  |

### 車站出口
|                                                 |      | |
| 出口編號                                        | 設施 | 建議前往的目的地 |
| A                                               |      | 常青花園中路 學府南路、武漢市常青第一學校、武漢常青陽光幼兒園、花園一村～花園十村                                                   |
| B                                               |      | 常青花園中路 學府南路、武漢輕工大學（常青花園校區）、普愛醫院常青分院                                                               |
| C                                               |      | 常青花園中路 學府北路、常青花園中心公園、武漢小小橡樹實驗幼兒園、花園二十三村～花園二十五村、金苑小區                               |
| D                                               |      | 常青花園中路 學府北路、武漢市常青樹實驗學校、常青實驗小學（三校區）、市直機關常青育才幼兒園、花園十一村～花園十七村、常青花園四小區 |
| 注： 設有升降機 \| 設有輪椅升降台 \| 設有洗手間 |      | |

## 运营信息
- 6号线首末班车时间

## 鄰近地點
武汉轻工大学(常青花园校区)、常青花园游泳池等。